# روی کانتوت
روی کانتوت (انگلیسی: Roy Contout؛ زادهٔ ۱۱ فوریهٔ ۱۹۸۵) بازیکن فوتبال اهل فرانسه است.
از باشگاه‌هایی که در آن بازی کرده‌است می‌توان به باشگاه ورزشی آمیان، باشگاه فوتبال سوشو، باشگاه فوتبال اوسر، باشگاه فوتبال متس، و باشگاه فوتبال برکان اشاره کرد.
وی همچنین در تیم ملی فوتبال گویان فرانسه بازی کرده‌است.